# Saint-Julien-d'Oddes
Saint-Julien-d'Oddes é uma comuna francesa na região administrativa de Auvérnia-Ródano-Alpes, no departamento de Loire. Estende-se por uma área de 10,41 km². Em 2010 a comuna tinha 282 habitantes (densidade: 27,1 hab./km²).